# Tête de lecture à technologie GMR
Pour les articles homonymes, voir Tête de lecture.
 (janvier 2012).
Si vous disposez d'ouvrages ou d'articles de référence ou si vous connaissez des sites web de qualité traitant du thème abordé ici, merci de compléter l'article en donnant les références utiles à sa vérifiabilité et en les liant à la section « Notes et références ».

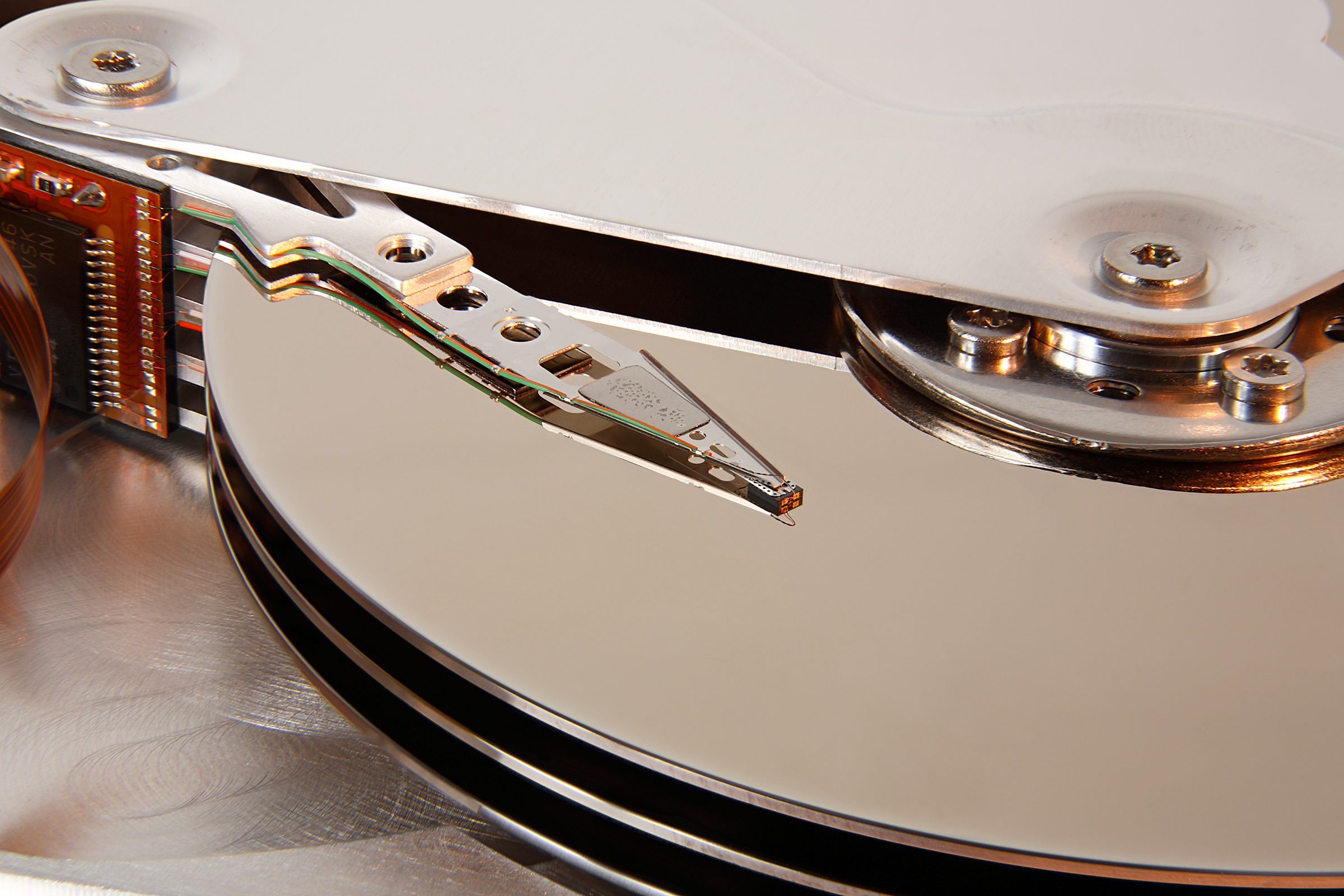
Détail d'un bras avec sa tête reposant sur un plateau de disque dur

La tête GMR (de l'anglais Giant MagnetoResistance) signifiant magnétorésistance géante en français, est l’un des trois types de têtes de lecture existant sur les disques durs.

## Description
Une tête GMR est comparable, dans sa structure, à une tête magnétorésistive. L'écriture continue à être assurée par une tête inductive. La lecture, quant à elle, repose sur le phénomène de Magnétorésistance géante, découvert par deux équipes de physiciens dirigées respectivement par Albert Fert (français) et Peter Grünberg (allemand) qui reçurent conjointement le prix Nobel en 2007. Ce phénomène se résume ainsi : lorsque le spin d'un électron est parallèle à l'orientation du champ magnétique du matériau dans lequel il se déplace, ici le disque dur, une faible résistance électrique est engendrée, par contre lorsque le spin est de direction opposée on observe une forte résistance.
La tête GMR mesure alors les changements affectant la résistance électrique en se plaçant au voisinage du champ magnétique et ainsi détermine l'orientation de ce champ.
Ce dispositif met en œuvre des matériaux de couches extrêmement minces dont la réponse est beaucoup plus forte que celle obtenue avec le procédé magnétorésistif (d'où le terme giant). On peut donc exploiter des traces magnétiques beaucoup plus petites sur le disque et donc stocker plus d’information.

## Avantage
Le dispositif étant plus sensible, on peut exploiter des traces magnétiques beaucoup plus petites sur le disque. Grâce à la sensibilité de l'effet GMR, on peut détecter des champs plus petits, donc inscrire des bits plus petits, c’est-à-dire augmenter la densité d'information stockée dans le disque. 
Depuis leur arrivée sur le marché en 97, la densité de stockage des têtes GMR s’est accrue d’un facteur supérieur à 100.[réf. nécessaire]
La GMR est un procédé simple mais industriellement efficace pour agir sur le spin des électrons et contrôler la circulation de ceux-ci.[réf. nécessaire]

## Au-delà des têtes GMR
Les ambitions à plus long terme de la discipline visent à manipuler le spin à l’échelle de chaque électron, à l’aide de dispositifs appropriés. Les perspectives de miniaturisation, tout comme de vitesse d’exécution de tels dispositifs dépasseraient alors tout ce que la microélectronique nous laissait entrevoir jusque-là. Rappelons qu'à ce jour, nos ordinateurs exploitent des flux macroscopiques d’électrons (i.e. les courants électriques classiques) dont l’intensité permet d’enregistrer, de lire, de transmettre ou de traiter des informations binaires.[réf. nécessaire]